# Episodi di Candice Renoir (settima stagione)
La settima stagione della serie televisiva Candice Renoir è stata trasmessa in Francia su France 2 dal 19 aprile al 17 maggio 2019. 
In Italia, la stagione è stata trasmessa su Fox Crime dal 12 settembre al 10 ottobre 2019.
In chiaro, la stagione è stata trasmessa in prima visione assoluta su Rai 2 dal 21 giugno al 17 agosto 2021.
| nº | Titolo originale                        | Titolo italiano                        | Prima TV       | Pubblicazione Italia |
| -- | --------------------------------------- | -------------------------------------- | -------------- | -------------------- |
| 1  | Une femme avertie en vaut deux          | Donna avvisata, mezza salvata          | 19 aprile 2019 | 12 settembre 2019    |
| 2  | L'espoir fait vivre                     | Finché c'è vita, c'è speranza          | 19 aprile 2019 | 12 settembre 2019    |
| 3  | L'erreur est humaine                    | Errare è umano                         | 26 aprile 2019 | 19 settembre 2019    |
| 4  | On ne prête qu'aux riches               | Gli invisibili                         | 26 aprile 2019 | 19 settembre 2019    |
| 5  | Prudence est mère de sûreté             | Chi va piano, va sano e va lontano     | 3 maggio 2019  | 26 settembre 2019    |
| 6  | Chassez le naturel, il revient au galop | Il lupo perde il pelo, non il vizio... | 3 maggio 2019  | 26 settembre 2019    |
| 7  | Souvent, femme varie...                 | La donna è mobile                      | 10 maggio 2019 | 3 ottobre 2019       |
| 8  | Jeux de main, jeux de vilain            | Gioco di mano, gioco da villano        | 10 maggio 2019 | 3 ottobre 2019       |
| 9  | Bon sang ne saurait mentir              | Buon sangue non mente                  | 17 maggio 2019 | 10 ottobre 2019      |
| 10 | Les grands esprits se rencontrent       | Sulla stessa lunghezza d'onda          | 17 maggio 2019 | 10 ottobre 2019      |